# Варденжин
Варденжин (пол. Wardężyn) — село в Польщі, у гміні Рихвал Конінського повіту Великопольського воєводства.
Населення — 199 осіб (2011).
У 1975-1998 роках село належало до Конінського воєводства.

## Демографія
Демографічна структура станом на 31 березня 2011 року:
|          | Загалом | Допрацездатний вік | Працездатний вік | Постпрацездатний вік |
| -------- | ------- | ------------------ | ---------------- | -------------------- |
| Чоловіки | 103     | 20                 | 73               | 10                   |
| Жінки    | 96      | 28                 | 45               | 23                   |
| Разом    | 199     | 48                 | 118              | 33                   |